# Nhũ Nguyên
Huyện tự trị dân tộc Dao Nhũ Nguyên (tiếng Trung: 乳源瑶族自治县, Hán Việt: Nhũ Nguyên Dao tộc Tự trị huyện) là một huyện tự trị của địa cấp thị Thiều Quan (韶关市), tỉnh Quảng Đông, Cộng hòa Nhân dân Trung Hoa. Huyện này có diện tích 2227 km², dân số năm 2004 là 199.000 người, huyện lỵ đóng tại trấn Nhũ Thành.